# Гилле, Карл (дирижёр)
Фридрих Кристиан Карл Генрих Гилле (нем. Friedrich Christian Carl Heinrich Gille; 30 сентября 1861, Эльдагсен, ныне в составе коммуны Шпринге — 13 июня 1917, Ганновер) — немецкий дирижёр.
Сын Фридриха Карла Леопольда Гилле (1821—1900), городского музыканта в Эльдагсене. Учился в Ганновере у Карла Людвига Фишера, Жана Ботта и Рихарда Метцдорфа.
Дирижировал в Эльбинге, Ревеле, Дерпте, Берлине, Кобленце. В 1890—1891 гг. первый капельмейстер городского театра в Дюссельдорфе. В 1891—1897 гг. придворный капельмейстер герцога Мекленбург-Шверинского — этот период считается высшей точкой развития музыкальной жизни в Шверине. В 1897 г. сменил Густава Малера на посту дирижёра Гамбургского городского театра. С 1906 г. главный дирижёр Венской народной оперы. В 1908—1909 гг. дирижировал постановками берлинского оперного театра Германа Гуры. С 1910 г. и до конца жизни главный дирижёр Ганноверской оперы, впервые в городе поставил оперу Рихарда Вагнера «Парсифаль».
Начиная с 1910 г. записал несколько дисков для звукозаписывающей компании Pathé Records, в том числе Коронационный марш из оперы Жака Мейербера «Пророк».